# Cao Xiwen
Cao Xue (en chino simplificado= 曹雪) conocida artísticamente como Cao Xiwen (en chino simplificado= 曹曦文, pinyin= cáo Xīwén) es una actriz china.

## Biografía
En 2004 se unió a la Academia Central de Drama (Central Academy of Drama) en China de donde se graduó en 2008 con una especialización en actuación. Previamente estudió en el Zhejiang Arts School de donde se graduó con especialización en música y danza.
En septiembre de 2008 comenzó a salir con el actor Chen Sicheng, sin embargo la relación finalizó en marzo de 2011.
En 2012 se casó con un empresario taiwanés, con quien tuvo una hija, sin embargo la pareja se divorció en 2014.

## Carrera
Es miembro de la agencia Zhongsheng Chunqiu (中圣春秋).
En 2010 se unió al elenco recurrente de la serie Three Kingdoms donde interpretó a Lady Cai, la esposa de Liu Biao (Ji Chenggong), un funcionario del gobierno y señor de la guerra durante la dinastía Han.
En octubre de 2011 se unió al elenco de la serie Beauty World donde dio vida a Xiao Wanwan. Su personaje está basado en la Consorte Xiao, una concubina del Emperador Gaozong de Tang.
En agosto de 2018 se unió al elenco recurrente de la serie Ruyi's Royal Love in the Palace donde interpretó a Chen Wanyin quien luego se convierte la Consorte Wan, una joven tímida que a pesar de nunca ser favorecida por el Emperador Qianlong, expresaba su amor a través de sus dibujos.
En noviembre del mismo año se unió al elenco principal de la serie Our Glamorous Time donde dio vida a Zhu Hanqian (Grace), la editora en jefe de la revista "H".
En mayo de 2019 se unió al elenco principal de la serie Legend of the Phoenix donde interpretó a Zheng Shujun, la Emperatriz del Gran Liang.

## Filmografía

### Series de televisión
| Año  | Título                                               | Personaje                  | Notas        |
| ---- | ---------------------------------------------------- | -------------------------- | ------------ |
| TBA  | The Outsider                                         | Jin Yan                    | (invitada)   |
| TBA  | Winner is King                                       | Xiu Niang                  |              |
| TBA  | Unified Three Kingdoms                               | Consorte Pan               |              |
| TBA  | A Young Couple                                       | -                          |              |
| TBA  | Quiet Among Disquiet                                 | Yao Lina                   |              |
| 2020 | New Face                                             | Chen Wan                   |              |
| 2020 | The Best of Times                                    | Wang Qing                  | (invitada)   |
| 2020 | Serenade of Peaceful Joy (Held in the Lonely Castle) | Lady Gu                    | (invitada)   |
| 2019 | Legend of the Phoenix                                | Emperatriz Zheng Shujun    | 40 episodios |
| 2018 | Our Glamorous Time                                   | Zhu Hanqian (Grace)        | [ 9 ]        |
| 2018 | Ruyi's Royal Love in the Palace                      | Chen Wanyin, Consorte Wan  | 44 episodios |
| 2017 | 锦绣年华                                             | Yao Jinxiu                 |              |
| 2016 | The 38th Parallel (San Ba Xian)                      | Wang Changfang             |              |
| 2015 | 战鼓擂                                               | He Xiang                   |              |
| 2015 | The Nanny Man                                        | Ma Shu'er                  | 35 episodios |
| 2015 | Waiting for You                                      | Xia Bailu                  | 38 episodios |
| 2014 | 欢喜冤家                                             | Chen Shuangyan             |              |
| 2014 | Bare Marriage Era                                    | Su Xiaotang                |              |
| 2013 | Wild Duck 2                                          | Ye Yazi                    |              |
| 2012 | The Legend of Huangmei Opera Master                  | Xing Xiuniang              |              |
| 2012 | Flower in the War                                    | Shen Junyi                 |              |
| 2012 | Allure Snow                                          | Hang Jingzhen              |              |
| 2011 | 大丽家的往事                                         | Xiao Hua                   |              |
| 2011 | Beauty World                                         | Xiao Wanwan, Consorte Xiao |              |
| 2011 | Wild Duck                                            | Ye Yazi                    |              |
| 2010 | Fate                                                 | Tao Yi                     |              |
| 2010 | Three Kingdoms                                       | Lady Cai                   |              |
| 2010 | Journey to the West                                  | Gao Cuilan                 |              |
| 2009 | Good Wife and Loving Mother                          | Zhou Xiaoxue               | (invitada)   |
| 2009 | Loves in the Boundless Land                          | Wen Ting                   |              |
| 2009 | Chinese Style                                        | An Qi                      |              |
| 2009 | Love on the Ocean                                    | Sun Linlin                 |              |
| 2008 | Finally Lies                                         | Su Xiaoji                  |              |
| 2007 | Five Star Hotel                                      | Yang Yue                   |              |
| 2007 | King Qian in Wuyue                                   | Wu Qiaoniang, Lady Wu      | 28 episodios |
| 2007 | The Fairies of Liaozhai                              | Lin Yuefu                  |              |
| 2007 | Hong Kong Sisters                                    | Zhu Xiuling                | 30 episodios |
| 2007 | Make a Vow                                           | Cheng Ying                 |              |
| 2006 | When You Are Sad, Sing a Song                        | Ming Mei                   |              |
| 2005 | Walking Duster                                       | San Fu                     |              |
| 2005 | Live with in-Laws (麻辣婆媳)                         | Zhong Hui                  |              |
| 2005 | Legend of the Heavenly Stones (Absolute Plan)        | Xiao Lan                   |              |
| 2004 | Turn Left, Turn Right                                | Qiao Bei                   |              |
| 2004 | Papa, Can You Hear Me Sing                           | Xiao Wu                    |              |
| 2004 | The Tale of the Romantic Swordsman                   | Xiu Xiang                  |              |
| 2003 | 六女当铺                                             | Shui Xian                  |              |
| 2003 | Spring, Summer, Fall and Winter                      | An Ping                    |              |
| 2003 | The Dealer                                           | Huo Xi                     |              |
| 2003 | Chinese Classics: Ancient Wonders                    | Yu Tangchun                | historia 10  |
| 2002 | Servant Girls in the Red Mansions                    | She Yue                    |              |
| 2002 | 亘古奇冤                                             | -                          |              |
| 2002 | 省委书记                                             | -                          |              |
| 2001 | Treasure Raiders                                     | Ding Xiang                 |              |
| 2001 | Woman in Hot Spring                                  | Huang Peiwen               |              |
| 2001 | Sandwich Generation                                  | Li Xiao                    |              |
| 2000 | My World is Beautiful, Because of You                | Secretaria                 |              |

### Películas
| Año  | Título                  | Personaje   | Notas |
| ---- | ----------------------- | ----------- | ----- |
| 2018 | Dream Breaker           | Mo Lu       |       |
| 2011 | Under the Sky of Urumqi | Jia Ruyun   |       |
| 2011 | Lost                    | Xia Qi      |       |
| 2008 | 让我为你靠点谱          | Bai Ding    |       |
| 2008 | Walking to the School   | Maestra Nie |       |
| 2006 | Yu Tang Chun (玉堂春)   | -           |       |
| 2002 | Pearl Gown              | Qing'er     |       |

### Programas de variedades
| Año  | Título                      | Notas               |
| ---- | --------------------------- | ------------------- |
| 2019 | Letters Alive (见字如面)    |                     |
| 2018 | I am the Actor (我就是演员) | (ep. #6) - invitada |

### Revistas / sesiones fotográficas
| Año  | Título     | Notas |
| ---- | ---------- | ----- |
| 2013 | 居尚HOME   |       |
| 2007 | 时代的偶像 |       |

## Premios y nominaciones
| Año  | Categoría                                                      | Premio                                    | Trabajo            | Resultado |
| ---- | -------------------------------------------------------------- | ----------------------------------------- | ------------------ | --------- |
| 2020 | Best Performance by an Actress-Blue Team                       | The Actors of China                       | Our Glamorous Time | Nominada  |
| 2017 | Best Performance by an Actress in The Morden Television Series | Huading Award                             | The 38th Parallel  | Nominada  |
| 2016 | Outstanding Actress                                            | The Actors of China                       | The 38th Parallel  | Ganó      |
| 2016 | Best Performance by an Actress-Green Team                      | The Actors of China                       | The 38th Parallel  | Nominada  |
| 2011 | Outstanding Actress                                            | Flying Apsaras Award (Feitian Television) | Wild Duck          | Nominada  |
| 2011 | Beat Leaping Actress                                           | Youku Entertainment Award                 | -                  | Ganó      |
| 2010 | Excellence TV Actress                                          | LeTV Award                                | -                  | Ganó      |
| 2008 | Best New Actress                                               | Huading Award                             | Three Kingdoms     | Nominada  |